# وروین
وروین (به انگلیسی: Wervin) یک روستا و محله مدنی در بریتانیا است که در چشر غربی و چستر واقع شده‌است. وروین ۱۴۶ نفر جمعیت دارد.